# Amata ocheipuncta
Amata ocheipuncta är en fjärilsart som beskrevs av George Francis Hampson 1892. Amata ocheipuncta ingår i släktet Amata och familjen björnspinnare. Inga underarter finns listade i Catalogue of Life.